# Marek Niedziałkowski
Marek Niedziałkowski (ur. 9 września 1952 w Gdańsku) – polski wioślarz, olimpijczyk z Moskwy 1980.
W trakcie kariery zawodniczej reprezentował kluby: Gedania Gdańsk, Zawisza Bydgoszcz, Stoczniowiec Gdańsk.
Mistrz Polski w czwórce bez sternika i ósemce w latach 1973, 1974, 1976, 1978, 1979, 1981.
Uczestnik mistrzostw świata w czwórce bez sternika (partnerami byli: Władysław Beszterda, Andrzej Król, Mirosław Jarzembowski) w Bledzie w roku 1979 – 12. miejsce oraz w Monachium w roku 1981 – 11. miejsce. W roku 1974 był członkiem osady ósemek (partnerami byli: Jerzy Broniec, Władysław Beszterda, Zenon Makowski, Andrzej Nowakowski, Bogumił Piątek, Jan Skowroński, Adam Tomasiak, Zenon Muszyński (sternik)), która w mistrzostwach świata zajęła 9. miejsce.
Na igrzyskach w 1980 roku wystartował w czwórce bez sternika (partnerami byli: Mariusz Trzciński, Henryk Trzciński, Mirosław Jarzembowski). Polska osada zajęła 8. miejsce.
Po zakończeniu kariery zawodniczej trener w gdańskich klubach: Stoczniowiec (przekształconym później w Drakkar).
Od roku 2008 pełni funkcję Prezesa Okręgowego Związku Towarzystw Wioślarskich Województwa Pomorskiego.
Jest prezesem Gdańskiego Klubu Wioślarskiego Drakkar.